# Henning Eichberg
 (mai 2023).
Si vous disposez d'ouvrages ou d'articles de référence ou si vous connaissez des sites web de qualité traitant du thème abordé ici, merci de compléter l'article en donnant les références utiles à sa vérifiabilité et en les liant à la section « Notes et références ».
Henning Eichberg (1er décembre 1942, Schweidnitz - 22 avril 2017, Odense) est un militant d'extrême droite, historien, sociologue culturel et publiciste allemand.
Eichberg est considéré comme l'un des fondateurs les plus importants et des principaux représentants de la Nouvelle droite allemande et du mouvement national-révolutionnaire dans les années 1970. Le concept d'ethno-différencialisme remonte à lui . Par la suite, il est devenu membre du Socialistisk Folkeparti (SF) de gauche au Danemark. Il a été membre de la commission culture de l'exécutif du parti SF.

## Biographie
Henning Eichberg est né en 1942 à Schweidnitz (en Silésie) et a grandi dans la zone d'occupation soviétique et en RDA de 1945 à 1950, puis à Hambourg. En 1956, il rejoint le mouvement d'extrême droite d'Otto Strasser, l'Union sociale allemande (DSU). Au début des années 1960, il était étudiant dans la Legion Europa, un groupe de discussion anticommuniste à Hambourg, dans lequel les membres du Bund Nationaler Studenten (BNS), qui a été interdit à Hambourg, se sont organisés. Au cours de la question du soutien électoral au NPD. Eichberg a rejoint le groupe de travail pour la sécurité intérieure et les a rejoints collectivement au sein de la CDU, dont il a été membre de 1964 à 1968. À la fin des années 1960, Eichberg est devenu membre de la branche étudiante du NPD[réf. nécessaire]. En 1966, il entre en contact avec des extrémistes de droite français autour du magazine Europe Action et d'Alain de Benoist, qui deviendra plus la « Nouvelle Droite » française. Il popularise leurs thèses au sein de l'extrême droite allemande.
De 1962 à 1964, il était dans la Bundeswehr, où il a été formé comme officier de réserve à l'École des officiers de l'armée à Hambourg. Après des études d'histoire et de littérature à Hambourg, Eichberg obtient son doctorat en 1970 sous la direction d'Albrecht Timm à l'Université de la Ruhr à Bochum avec une thèse sur l' histoire des techniques. En 1971, il devient assistant de recherche d'August Nitschke à l'Institut de recherche sociale de l' Université de Stuttgart, où il commence à étudier la sociologie de l'Indonésie et l'histoire du sport moderne en 1976.
Au début des années 1970, sous l'impression de la Nouvelle gauche, il publie des articles de critique sociale qui contredisent la droite établie et conduisent à l'émergence d'une « Nouvelle Droite ». Avec ses publication, il est considéré comme le principal théoricien de ce courant. En 1972, il rédige une déclaration politique pour l'Aktion Neue Rechte (ANR), une dissidence du NPD dirigée par Siegfried Pöhlmann. Eichberg était également le correspondant allemand de la Nouvelle École, le journal culturel de la Nouvelle Droite française.
En 1974, Eichberg joue un rôle clé dans la fondation de l'aile majoritaire de l'ANR, le (SdV/NRAO), qui revendiquait une position "au-delà de la droite et de la gauche". Les "nationaux-révolutionnaires" autour du magazine Neue Zeit faisaient référence aux nationalistes-révolutionnaires anti-nazis de la période de Weimar, par exemple Ernst Niekisch, Karl Otto Paetel et A. Paul Weber, et considéraient la question nationale en Allemagne comme non résolue et potentiellement révolutionnaire.
Dans les années 1970, Eichberg joue un rôle déterminant dans la fondation de notions telles que l'identité nationale, le socialisme de la voie nationale, la troisième voie, l'ethno-différencialisme et le nationalisme de libération. À partir de 1980, ses articles paraissent dans le magazine national-révolutionnaire Wir selbst. Dans Wir selbst , il développe des théories sur le lien entre identité, aliénation et capitalisme et il poursuit le conflit de directions au sein de la Nouvelle Droite en voulant distinguer le mouvement « national-révolutionnaire » qu'il a façonné à la fois de l'extrémisme de droite révisionniste et des idées de conservatisme classique. Il a également critiqué le « non-sens de la Révolution conservatrice » ("Parler de 'la Révolution conservatrice' est une procédure, encore une fois pour ne pas parler du nationalisme et du peuple."), un concept qu'utilisent de nombreux jeunes et néo-conservateurs, comme les Républicains et la Junge Freiheit depuis les années 1980.
Eichberg écrit régulièrement pour le journal de la ville, le Murrhardt Podium . Ses publications des années 1980 traitent des enjeux écologiques et d'une redéfinition de l'identité nationale comme découplage et décentralisation, comme « balkanisation pour tous ».
Avec Alfred Mechtersheimer, alors membre non partisan du Bundestag pour les Verts , il fonde le "Comité Paix 2000", dont il se sépare après quelques années de dispute. La raison en est le virage de Mechtersheimer vers la droite politique. Le comité développe les idées de "pacifisme national" et est classé comme extrémiste de droite par l'Office pour la protection de la Constitution - après le départ d'Eichberg. Eichberg avait également publié auparavant dans le magazine Mediatus publié par Mechtersheimer.